# 3514 Гук
3514 Гук (3514 Hooke) — астероїд головного поясу, відкритий 26 жовтня 1971 року чехословацьким астрономом Любошем Когоутеком. Названий на честь англійського науковця Роберта Гука.
Тіссеранів параметр щодо Юпітера — 3,024.